# Alentejo Litoral
El Alentejo Litoral es una comunidad intermunicipal y una subregión estadística portuguesa, parte de la Región del Alentejo, dividida entre el Distrito de Setúbal y el Distrito de Beja. Limita al norte con la Península de Setúbal y el Alentejo Central, al este con el Bajo Alentejo, al sur con el Algarve y al oeste con el océano Atlántico. Área: 5 305 km². Población (2011): 97 925.
Comprende 5 concejos:
- Alcázar del Sal
- Grándola
- Odemira
- Santiago del Cacén
- Sines

Los principales núcleos urbanos son las ciudades de Sines y Villa Nueva de San Andrés en el concejo de Santiago del Cacén y, con menor importancia, Santiago del Cacén y Alcázar del Sal.